# 旧拜耶兰
旧拜耶兰（荷蘭語：Oud-Beijerland，荷蘭語：[ˌʌu̯d ˈbɛi̯ərlɑnt] ⓘ）是荷兰南荷兰省一个旧市镇。2005年人口23,797。它是胡克瑟瓦尔德岛（Hoekse Waard）上人口最多的镇，位于旧马斯河（Oude Maas）和斯珀伊河（Spui）上。2019年1月1日，旧拜耶兰与市镇克罗姆斯特赖恩、科伦代克、宾嫩马斯和斯特赖恩合并为新市镇“胡克瑟瓦尔德”（Hoeksche Waard）。

## 外部連結
- 官方网站 （页面存档备份，存于）
- 地图